# Hornachos
Hornachos ist eine Kleinstadt und eine Gemeinde (municipio) mit 3.396 Einwohnern (Stand: 2024) im Zentrum der spanischen Provinz Badajoz in der Autonomen Gemeinschaft Extremadura.

## Lage
Der Ort Hornachos liegt am Fuß der Sierra de Hornachos, einem Teil der Sierra Morena gut 125 km südöstlich der Provinzhauptstadt Badajoz bzw. ca. 60 km südöstlich von Mérida in einer Höhe von ungefähr 450 bis 530 m ü. d. M. Das Klima im Winter ist gemäßigt, im Sommer dagegen warm bis heiß; die eher geringen Niederschlagsmengen (ca. 570 mm/Jahr) fallen – mit Ausnahme der nahezu regenlosen Sommermonate – verteilt übers ganze Jahr.

## Bevölkerungsentwicklung
| Jahr      | 1857  | 1900  | 1950  | 2000  | 2016  |
| Einwohner | 3.705 | 4.605 | 7.326 | 3.861 | 3.709 |

Der deutliche Bevölkerungsrückgang in der zweiten Hälfte des 20. Jahrhunderts ist im Wesentlichen auf die Mechanisierung der Landwirtschaft und den daraus resultierenden Verlust von Arbeitsplätzen zurückzuführen.

## Wirtschaft
Die Menschen früherer Zeiten lebten im Wesentlichen als Selbstversorger von der Landwirtschaft; im Ort ließen sich auch Händler, Handwerker und Dienstleister aller Art nieder.

## Geschichte
Die Anwesenheit prähistorischer Menschen ist durch Felsmalereien belegt; Kelten und Römer schürften in den Bergen der Sierra Eisenerze; westgotische Spuren fehlen. Im frühen 8. Jahrhundert wurde die Region von den Mauren überrannt, die sich ca. 400 Jahre später unter dem leonesischen König Alfons IX. (reg. 1188–1230) erstmals mit christlichen Rückeroberungsbestrebungen (reconquista) auseinanderzusetzen hatten, die jedoch von den Almohaden bis zur Schlacht bei Las Navas de Tolosa (1212) aufgehalten werden konnte. Die endgültige Rückeroberung des Südwestens der Iberischen Halbinsel erfolgte unter dem leonesisch-kastilischen König Ferdinand III. (reg. 1230–1252). Dieser übergab den Ort im Jahr 1235 an den Santiago-Ritterordens, der gegenüber Juden und Muslimen eine eher tolerante Politik verfolgte. Mit dem Alhambra-Edikt der Katholischen Könige Isabella I. und Ferdinand II. wurden zunächst alle nicht konvertierten Juden aus Spanien vertrieben; unter Philipp III. (reg. 1598–1621) und seinem ersten Minister, dem Herzog von Lerma, erfolgte in den Jahren 1609 bis 1615 auch die Vertreibung der Mauren (oder Morisken).

## Sehenswürdigkeiten

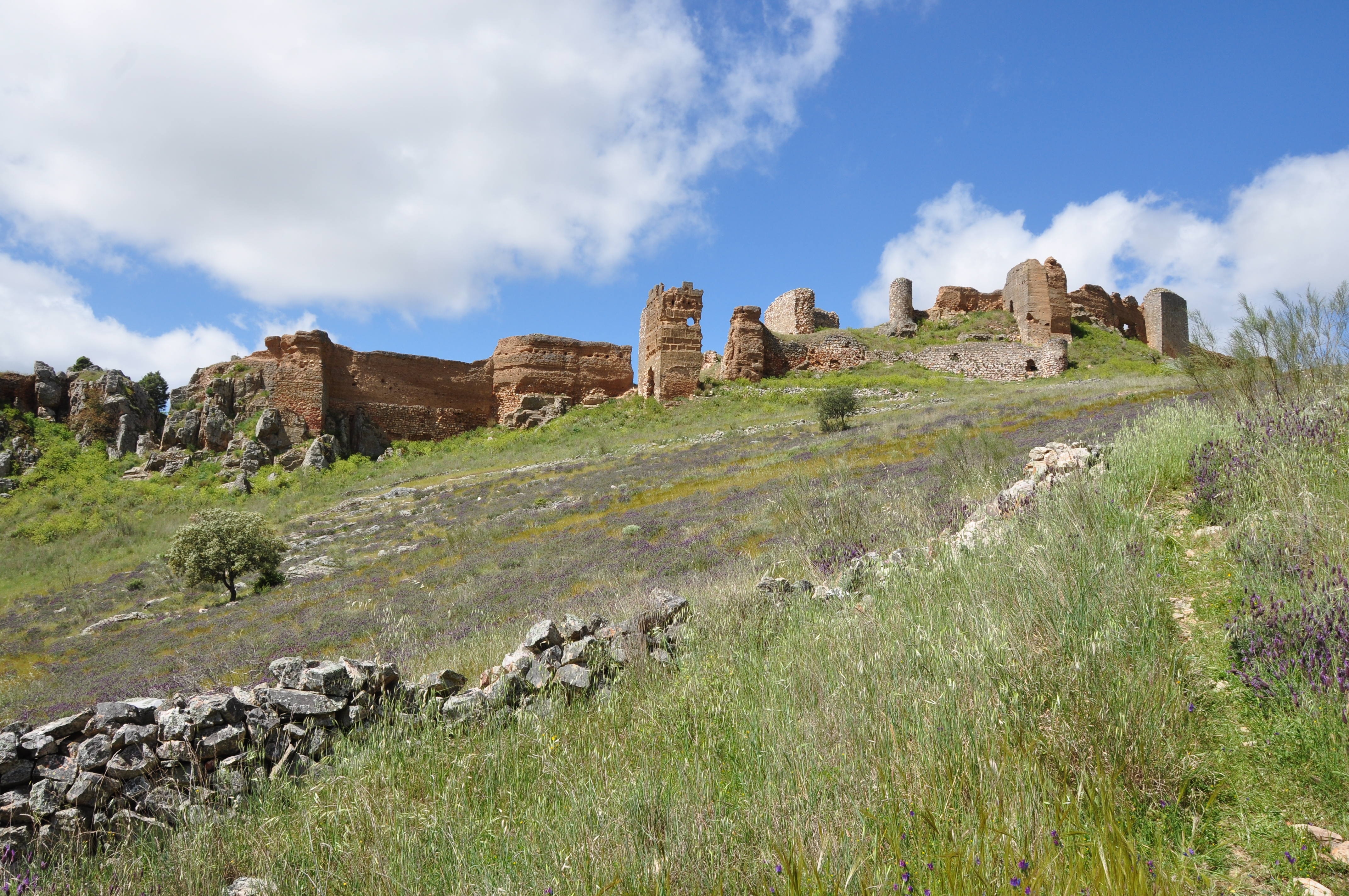
Hornachos – Castillo

- Die Festung (castillo oder alcazaba) befindet sich auf einer den Ort überragenden Bergkette. Die hier verwendete Stampflehmtechnik lässt darauf schließen, dass sie von den Almohaden gegen Ende des 12. Jahrhunderts in Auftrag gegeben wurde. Der ihnen nachfolgende Santiagoorden führte Reparaturen und Ergänzungen aus, die am verwendeten Bruchsteinmaterial und am Kalkmörtel leicht zu erkennen sind.
- Der Pilar de Palomas ist eine mit dem Wappen der Katholischen Könige geschmückte Steinplatte, die seit Jahrhunderten als Frontplatte eines über ein kurzes Aquädukt mit Wasser versorgten Brunnen dient.
- Die Iglesia Parroquial de la Purísima Concepción verfügt über einen eindrucksvollen mehrgeschossigen Glockenturm. Die drei Kirchenschiffe sind durch Ziegelsteinarkaden voneinander getrennt; der gesamte Raum wird von einem offenen Dachstuhl bedeckt.
- Die Iglesia Conventual de San Ildefonso entstand um das Jahr 1530; ihre Fassade wird von einem zweigeteilten Glockengiebel dominiert.
- Der ehemalige Getreidespeicher (pósito) des Ortes ist zu einem Centro de Interpretación de la Cultura Morisca umgewandelt worden.